# Навчально-науковий центр «Інститут біології та медицини» Київського національного університету імені Тараса Шевченка
Навчально-науковий центр «Інститут біології» — підрозділ Київського національного університету імені Тараса Шевченка, до червня 2010 року біологічний факультет.

## Історія
Історія біологічного факультету бере свій початок з 1834 року, із створенням кафедр ботаніки та зоології, що входили до складу фізико-математичного відділення філософського факультету Університету імені святого Володимира. Вже згідно зі статутом 1863 року фізико-математичний факультет має два «розряди» — математичних та природничих наук. У такому складі існував до 1920 року. Тоді було утворено Київський вищий інститут народної освіти імені Драгоманова, у складі шкільного факультету якого існував відділ природничих наук з підвідділом органічної природи з такими циклами: а) ботанічним, б) зоологічним, в) антропологічним. З 1926 року діє Київський інститут народної освіти (КІНО). З 1930 року створено Інститут професійної освіти(ІПО). Згідно з постановою ЦВК СРСРколегія Наркомосвіти УРСР ухвалила з вересня 1933 року відкрити в Києві на базі ІПО та Фізико-математичного інституту оновлений Київський державний університет(КДУ), у складі 6 факультетів, у тому числі було створено біологічний факультет.
В ННЦ «Інститут біології» створено 19 науково-дослідних лабораторій: фізико-хімічної біології, біофізики, молекулярної білогії і генетики, мікробіологічних та імунологічних проблем біотехнології; екології вірусів та діагностики вірусних захворювань; ботаніки; фізіологічних основ продуктивності рослин; зоології та екології, лабораторія Ботанічного саду та інші.
Окрім наукових лабораторій, до складу Інституту входить зоологічний музеї Київського національного університету імені Тараса Шевченка, Науково-дослідний інститут фізіології імені академіка П. Богача, що складається з 4 лабораторій. Важливу роль у навчальному процесі і науковій роботі відігріють Ботанічний сад імені академіка О.Фоміна, Канівський природний заповідник (Черкаська область).
В Інституті працює інформаційно-обчислювальний центр, функціонує 3 комп'ютерні аудиторії з сучасним обладнанням, що дає можливість проводити навчальний процес з використанням сучасних інформаційних технологій.
ННЦ «Інститут біології» здійснює підготовку висококваліфікованих фахівців широкого профілю трьох рівнів кваліфікації за освітнім напрямком «біологія» і «екологія»: бакалавр (4 роки навчання), спеціаліст (5 років навчання), магістр (6 років навчання). Студенти мають змогу обрати одну з 8 спеціальностей: біологія та біологія розвитку, біохімія, біофізика, ботаніка, генетика, зоологія, мікробіологія та вірусологія, фізіологія, а також відповідно до обраної спеціальності одну з 17 спеціалізацій. Студенти вивчають такі фахові дисципліни, як ботаніка, загальна зоологія, анатомія людини, фізіологія людини і тварин, анатомія рослин, фізіологія рослин, загальна цитологія та гістологія, біологія розвитку, генетика, біохімія, радіобіологія, біофізика, вірусологія, мікробіологія, імунологія, загальна екологія. Випускники біологічного факультету одержують ґрунтовну підготовку з гуманітарних, фундаментальних і фахових дисциплін, що робить їх високопрофесійними конкурентноздатними фахівцями в світі сучасних вимог. В Інституті також здійснюється підготовка аспірантів і докторантів з 11 спеціальностей. Діють три спеціалізовані ради по захисту кандидатських і докторських дисертацій з 11 спеціальностей. За останні роки співробітники факультету опублікували широкий спектр підручників, наукових монографій, навчальних посібників.
Інститут має міцні зв'язки з установами Національної академії наук України, Міністерства охорони здоров'я, Української аграрної академії. Вони використовуються як база у навчальному процесі, для проведення наукових досліджень студентами і співробітниками, а також виконання дипломних і дисертаційних робіт.
Інститут біології має широкі міжнародні зв'язки з закордонними освітніми та науковими установами багатьох країн (США, Великої Британії, країн Євросоюзу тощо).
Навчально-науковий центр «Інститут біології» створено у 2009 році на базі біологічного факультету, який існував в Київському національному університеті з 1933 році. Однак дві його кафедри (ботаніки і зоології) функціонували ще з 1834 року на філософському факультеті університету св. Володимира, а на його медичному факультеті в 1842 році було відкрито кафедру фізіології людини, в 1868 році — кафедру гістології і ембріології. У дореволюційний період на факультеті працювали такі всесвітньовідомі вчені-біологи, як К. Кесслер, І. Шмальгаузен, С. Навашин, М. Холодний, М. Сєвєрцов. У різні роки XX століття кафедри очолювали такі видатні вчені, як О. Палладін, Д. Зеров, О. Кистяківський, О. Кришталь, А. Ємченко, Д. Воронцов та інші. У 2009 до складу Інституту біології увійшли також Ботанічний сад імені академіка О. В. Фоміна і Канівський природний заповідник.
Науково-педагогічний склад ННЦ «Інститут біології» нараховує 281 фахівців, з них: 2 академіків Аграрної академії наук, 33 професора, доктора наук і 12 докторів наук, 36 доцентів, кандидатів наук і 93 кандидатів наук. В складі колективу 3 лауреати Державної премії України в галузі науки і техніки, 5 лауреатів премії імені Тараса Шевченка Київського університету, 6 лауреатів премії видатних вчених НАН України.

### Декани факультету
- Фінн Володимир Васильович — 1935—1936
- Соколовський Олексій Іванович — 1936—1938
- Корнєєв Олександр Порфирович — 1938—1941
- Білокінь Іван Петрович — 1948—1952
- Топачевський Олександр Вікторович — 1956—1959
- Харченко Павло Дмитрович — 1960—1964
- Новиков Борис Григорович — 1965—1971
- Кучеренко Микола Євдокимович — 1971—1972 ?
- Богач Петро Григорович — 1971—1972
- Мазепа Іван Ілліч — 1972—1974
- Капля Андрій Васильович — 1974—1977
- Рибальченко Володимир Корнійович — 1978—1979
- Чопик Володимир Іванович — 1979—1982
- Мусієнко Микола Миколайович — 1982—1987
- Кучеренко Микола Євдокимович — 1987—2002
- Остапченко Людмила Іванівна — 2002—2010

### Директори ННЦ ІБМ
- Остапченко Людмила Іванівна — 2010—2025
- Лукашов Дмитро Володимирович (в. о.) — з 2025

## Структура

### Кафедра біології рослин
Кафедра ботаніки була створена в Київському університеті св. Володимира, у 1834 році, за ініціативою першого ректора університету, Михайла Олександровича Максимовича. Першим завідувачем кафедри став професор Віллібальд Готлібович Бессер.
Подальша історія кафедри ботаніки пов'язана з такими вченими, як Рудольф Ернестович Траутфеттер — систематик, ректор університету св. Володимира, організатор університетського ботанічного саду; Опанас Семенович Рогович, флорист, систематик і палеонтолог; Яків Якович Вальц, відомий спеціаліст в галузі анатомії, фізіології рослин та в галузі спорових рослин; Ілля Григорович Борщов, відомий систематик та альголог; Іван Федорович Шмальгаузен, флорист і палеоботанік; Йожеф Конрадович Пачоський — засновник української фітоценології; Сергій Гаврилович Навашин — всесвітньо відомий цитоембріолог, перший завідувач кафедри морфології та систематики рослин, виділеної з кафедри ботаніки у 1894 р.; Олександр Васильович Фомін, перший директор Інституту ботаніки АН України.
У 1933 р. Дмитром Костянтиновичем Зеровим — відомим систематиком спорових рослин, флористом, болотознавцем, палеоботаніком — було засновано кафедру нижчих рослин. З її існуванням пов'язані Олександр Вікторович Топачевський — видатний альголог; Семен Филимонович Морочковський — видатний міколог та фітопатолог; Альфред Миколайович Окснер — ліхенолог зі світовим визнанням; Надія Прохорівна Масюк — відомий альголог.
На кафедрі вищих рослин у цей період відомими персоналіями та науковцями стали: Михайло Григорович Попов, флорист, професор і завідувач кафедрою з 1941 по 1944 рр.; Петро Федорович Оксіюк та Яків Самойлович Моділевський — відомі цитоембріологи; Олексій Лаврентійович Липа, визнаний фахівець у галузі дендрофлори та озеленення; Володимир Іванович Чопик — відомий флорист і систематик.
У 1985 р. відбувається об'єднання кафедри нижчих та кафедри вищих рослин в єдину кафедру ботаніки, завідувачем якої став професор Олексій Олексійович Лаптєв, фахівець у справі зеленого будівництва та декоративного садівництва. У 2016 році кафедра фізіології та екології рослин об'єдналась з кафедрою ботаніки, створивши кафедру біології рослин.
Серед випускників кафедри чимало кандидатів та докторів біологічних наук, що працюють в інших установах (зокрема, в Інституті ботаніки ім. М. Г. Холодного НАН України) і є визнаними авторитетами в ботаніці, зокрема: С. С. Харкевич, В. В. Осичнюк, В. В. Протопопова, С. М. Зиман, Я. П. Дідух, Т. Л. Андрієнко, В. С. Ткаченко, Г. К. Смик, О. М. Дубовик та інші.

### Кафедра біохімії
На медичному факультеті Університету св. Володимира було створено кафедру медичної хімії та фізики відповідно до університетського статуту 1863 року, що було викликано потребами медицини. Подальшим стимулом до розвитку біохімії в Київському університеті, як і в інших університетах Росії, був університетський статут 1884 року, згідно з яким було відкрито самостійні кафедри медичної хімії зі спеціальними лабораторіями для ведення наукової роботи. Цей статут передбачав певні можливості для біохімічних досліджень.
Першим завідувачем кафедри медичної хімії був випускник Московського університету Олександр Шеффер. У 1861 році після захисту в Київському університеті дисертації «Про дію сірчаної кислоти на білкові речовини» йому було присвоєно вчений ступінь доктора медицини. Подальші дослідження проводилися Шеффером у напрямку вивчення хімії крові, перетравлювання їжі та властивостей білків.
Кафедру біохімії на біологічному факультеті Київського університету створено 1934 року біохіміком Олександром Палладіним. Ним організовано і обладнано лабораторію, підібрано кадри наукових працівників і викладачів. З перших днів кафедра розпочала навчальну й наукову роботу. Проводилися дослідження з біохімії головного мозку, обміну речовин у м'язах, вітамінів.
У 1954—1960 роках кафедрою завідував професор Давид Фердман. У 1960-ті—1980-ті роки кістяк кафедри склали його учні — професори Руфіна Виноградова, Борис Цудзевич тощо.
У 1960—1973 роках завідувачем кафедрою біохімії був Євген Сопін. У результаті досліджень, проведених у цей період на кафедрі із застосуванням мічених атомів, було здобуто цінні відомості, які свідчать про вплив зовнішніх факторів на динамічний стан білків тканин. Встановлено, що відсутність в їжі вітамінів впливає на інтенсивність оновлення білків м'язів, печінки та головного мозку.
У 1973—2003 роках кафедрою завідував професор (пізніше академік НАН України) Микола Кучеренко, спеціаліст у галузі радіаційної біохімії. Під його керівництвом на кафедрі досліджували процеси фосфорилювання, метилювання, ацетилювання та АДФ-рибозилювання різних біологічних субстратів, роль кальцію, кальмодуліну, системи циклічних нуклеотидів у функціонуванні біологічних мембран. На кафедрі було опубліковано низку монографій, зокрема «Структура та функції біологічних мембран», «Біологічне метилювання та його модифікація на ранніх етапах променевого ураження», «Основи молекулярної радіобіології», «Радіорезистентність і регуляція метаболізму нервової тканини», «Біохімічна модель регуляції активності хроматину» тощо. Під керівництвом Миколи Кучеренка підготовлено і захищено 45 кандидатських і 9 докторських дисертацій.
З 2004 по 2014 роки кафедру очолювала її випускниця, професор Людмила Остапченко. За її керівництва кафедрою підготовано 30 кандидатів та 3 докторів біологічних наук.
З 2015 року завідувач кафедри — доктор біологічних наук, професор Олексій Савчук.

### Кафедра біофізики та нейробіології
Кафедра біофізики створена в 1963 році при участі професорів Харченко П. Д., Гродзинського Д. М. академіка Богача П. Г. У 1964—1973 роках кафедрою завідував Петро Богач, який започаткував новий напрямок досліджень, пов'язаний з вивченням клітинних, трансмембранних і молекулярних механізмів м'язового скорочення. Під його керівництвом підготовлена велика кількість кандидатів і докторів наук.
Надалі кафедрою завідували випускник фізичного факультету КДУ професор Валентин Зима (1973—1982) та академік НАН України Михайло Шуба (1982—1994). З 1995 до 2008 року кафедру очолював доктор біологічних наук, професор Мірошниченко Микола Степанович. У 2008—2015 роках кафедрою завідував професор Віктор Мартинюк. З 2016 року кафедрою завідує професор Олександр Жолос.

### Кафедра екології та зоології

#### Історія кафедри
Кафедра зоології існувала в Київському університеті з моменту його створення у 1834 році. Першими завідувачами були А. Л. Анджейовський (протягом 1834—1839), О. Ф. Міддендорф (1839—1842) і К. Ф. Кесслер (1842—1862). З 1877 року завідувачем кафедри був М. В. Бобрецький, а згодом — О. О. Коротнєв.
К. Ф. Кесслер і М. В. Бобрецький, протягом відповідно 1856—1862 і 1890—1902 років, обіймали посаду декана фізико-математичного факультету, до якого входила тоді кафедра зоології, а останній був також ректором Київського університету в 1903—1905 роках.
Тривалий час підрозділ носив назву кафедри зоології та порівняльної анатомії. У 1917 році окремо виділилася кафедра зоології безхребетних, яку очолив С. Ю. Кушакевич.

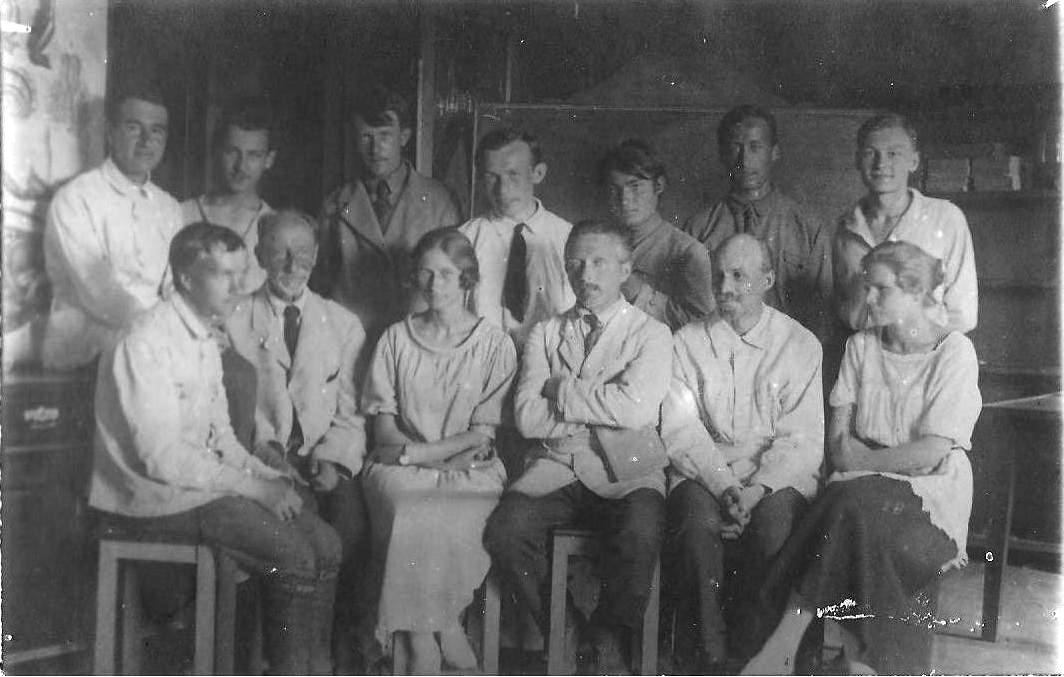
Зоологи Київського університету в 1923 році. Перший ліворуч у верхньому ряду М. М. Воскресенський, третій у верхньому ряду Ю. М. Марковський, останні двоє у верхньому ряду В. В. Брунст і Б. І. Балінський, другий ліворуч у нижньому ряду Ю. М. Семенкевич, за ним праворуч К. І. Сингаївська, Д. Є. Белінг та І. І. Шмальгаузен.

Після реорганізації Університету в 1920 році, і до 1985 року, окремо існували кафедри зоології безхребетних і хребетних. У цей період певний час існували також і інші окремі кафедри, що відділялися від зоологічних кафедр і згодом знову возз'єднувалися з ними: у 1943—1950 роках — очолювана Я. В. Роллом кафедра гідробіології; у 1944—1950  — очолювана В. М. Артоболевським кафедра екології та біогеографії; у 1944—1945 — очолювана В. П. Поспєловим кафедра ентомології; у 1945—1955 — очолювана В. А. Мовчаном кафедра іхтіології.
Кафедру зоології безхребетних після реорганізації Університету очолювали Д. Є. Белінг (1920—1935), О. Г. Лебедєв (1935—1936), академік О. П. Маркевич (1936—1960), О. П. Кришталь (1960—1981) і Г. Й. Щербак (1981—1985).
В той же час кафедру зоології хребетних очолювали академік І. І. Шмальгаузен (1920—1930), М. М. Воскобойников (1930—1941), академік Д. К. Третьяков (1945-48), О. П. Корнєєв (1948—1964), О. Б. Кістяківський (1964—1974) і Л. О. Бабенко (1974—1985).
У 1985 році ці кафедри були об'єднані у єдину кафедру зоології, завідувачкою якою була Г. Й. Щербак, а з 1991 року — Ю. Г. Вервес. Протягом 2001—2002 років кафедру очолював П. Я. Кілочицький і протягом 2002—2016 — В. В. Серебряков.
При кафедрі у 1969—2002 роках існувала створена О. П. Кришталем науково-дослідна лабораторії екології та токсикології.
У 2011 році була створена окрема кафедра екології та охорони навколишнього середовища, що була укомплектована переважно колишніми викладачами кафедри зоології, зокрема очолив новостворену кафедру Д. В. Лукашов.
З початку 2017 року кафедри зоології та екології були об'єднані у єдину кафедру екології та зоології, завідувачем якої є Д. В. Лукашов. Серед сучасних викладачів кафедри зокрема також В. П. Гандзюра, П. Г. Балан, Н. О. Матушкіна і О. О. Безсмертна.
Крім перерахованих вище, на кафедрі викладали також такі відомі науковці як академіки О. М. Сєверцов, О. О. Ковалевський, В. І. Монченко та І. Г. Ємельянов, В. К. Совинський, В. В. Совинський, О. М. Паульсон, Б. О. Сварчевський, Е. Е. Мірам, М. О. Кеппен, Ю. М. Семенкевич, М. М. Воскресенський, Б. М. Мазурмович, З. Ф. Ключко, Л. О. Смогоржевський, Л. О. Смогоржевська, Г. Й. Шпет, М. С. Образцов, С. М. Крашенінніков, В. П. Коваль, Д. Б. Царічкова, В. О. Межжерін, І. І. Мазепа та інші.

#### Наукові дослідження
З моменту створення кафедра була одним з найбільших наукових центрів зоологічних досліджень в Україні. У XIX столітті та в першій половині 20 століття на кафедрі проводилися провідні дослідження у галузях порівняльної анатомії, ембріології, біології розвитку та еволюційної біології, що в першу чергу пов'язано з іменами всесвітньо відомих учених О. О. Ковалевського, О. М. Сєверцова та І. І. Шмальгаузена. Одночасно проводилися дослідження у класичних напрямках зоології, зокрема протягом майже всього часу існування кафедри на ній діяли великі школи орнітології, іхтіології та теріології, також проводилося багато досліджень у галузях карцинології, протистології, гельмінтології, ентомології тощо. За радянського періоду на кафедрі зоології безхребетних сформувалися особливо потужні школи паразитології та ентомології, що були створені в першу чергу відповідно О. П. Маркевичем та О. П. Кришталем, а також і створена ними обома школа акарології. З першої половини 20 століття на кафедрі також проводиться багато досліджень у галузях гідробіології та екології. Починаючи з 1960-х років на кафедрі приділяється значна увага вивченню наукових засад охорони природи, що на початкових етапах було пов'язано переважно з іменем О. П. Корнєєва.
За радянських часів кафедри зоології Університету були тісно пов'язані з київським Інститутом зоології, більшість завідувачів кафедр того часу обіймали помітні посади і в Інституті зоології, зокрема троє з них певний час очолювали цей науковий заклад. В значній мірі це було можливо завдяки тому, що зоологічні кафедри тоді розміщувалися в Червоному корпусі Університету, поруч з Інститутом. Відповідно значна частина наукових досліджень співробітників кафедр зоології проводилася на базі Інституту зоології, тоді як кафедри слугували базою для підготовки нових наукових кадрів для Інституту.
Нині на кафедрі викладають фахівці у галузях екології, гідробіології, охорони природи, ентомології, морфології, порівняльної анатомії, акарології, малакології, іхтіології, теріології, орнітології, етології тощо.

#### Випускники кафедри
Відомими нині живими випускниками кафедри є С. М. Горб, І. Г. Ємельянов, В. О. Корнєєв, О. В. Гумовський, Д. І. Гудков, В. О. Харченко, Д. В. Лукашов, О. О. Протасов, І. І. Дзеверін, Л. О. Колодочка, З. С. Гершензон, В. В. Серебряков, В. П. Гандзюра, І. В. Довгаль, Є. Е. Перковський, Ю. І. Кузьмін, Т. А. Кузьміна, Н. О. Матушкіна, О. І. Лісіцина, В. А. Несін, А. М. Полуда, П. Г. Балан, Д. Б. Царічкова, О. В. Бідзіля, І. К. Поліщук, В. М. Грищенко, І. В. Загороднюк, В. І. Придатко, Н. С. Атамась, О. В. Василюк, І. О. Балашов та інші.
Відомими померлими випускниками кафедри є І. І. Шмальгаузен, Ф. Г. Добржанський, М. С. Гіляров, О. П. Маркевич, В. О. Топачевський, В. І. Монченко, І. А. Акімов, М. М. Щербак, Л. І. Францевич, Є. В. Звірозомб-Зубовський, В. Г. Долін, М. В. Бобрецький, Б. О. Сварчевський, В. М. Артоболевський, Д. Є. Белінг, В. О. Караваєв, О. П. Кришталь, Б. І. Балінський, С. Я. Парамонов, М. Д. Зерова, Г. Й. Щербак, В. П. Шарпило, Ю. Г. Вервес, П. Я. Кілочицький, М. О. Кеппен, Б. М. Мазурмович, В. М. Єрмоленко, М. А. Воїнственський, Л. О. Смогоржевський, Л. О. Смогоржевська, О. П. Кулаківська, З. Ф. Ключко, В. О. Мамонтова, С. В. Кононова, Т. А. Харченко, В. М. Лоскот, П. О. Сітько, Г. Й. Шпет, В. В. Брунст, К. Р. Єльський, В. К. Совинський, В. В. Совинський, О. П. Корнєєв, Є. М. Савченко, О. О. Оглоблін, Д. О. Оглоблін, К. Л. Брамсон, В. М. Дірш, С. М. Крашенінніков, В. П. Коваль, Г. З. Осичнюк, Л. А. Шелюжко, Ю. П. Некрутенко, Т. І. Котенко, О. В. Корнюшин, В. І. Крижанівський, Ю. В. Мовчан, О. М. Давидов, І. О. Левченко, М. Я. Кирпиченко, М. М. Воскресенський, Ю. М. Марковський, В. П. Жежерін, С. В. Таращук, С. Г. Погребняк, В. О. Межжерін, Л. О. Бабенко, О. М. Цвелих, С. І. Золотухіна, Н. Г. Білан, О. А. Михалевич, М. І. Головушкін та інші.
Серед випускників кафедри більше 50 докторів біологічних наук, 4 академіки Німецької академії наук, 2 академіки АН СРСР, 5 академіків і 8 членів-кореспондентів НАН України (АН УРСР), зокрема поточні директори Інституту зоології імені І. І. Шмальгаузена НАН України і Національного науково-природничого музею НАН України. Ф. Г. Добржанський, окрім Німецької академії наук, був також дійсним членом Лондонського королівського товариства, Шведської королівської академії наук і Національної академії наук США.

### Кафедра цитології, гістології та репродуктивної медицини
Завідувач — М. Е. Дзержинський, серед викладачів — Г. В. Островська.

### Ботанічний сад
Ботанічний сад ім. академіка О. В. Фоміна закладений 1839 на пустирі. Площа саду 22,5 га. Для створення саду було завезено колекції рослин з ботанічного саду Кременецького ліцею (тепер Кременецький педагогічний інститут у Тернопільскій області), також використано рослини, вирощені з насіння, надісланого вітчизняними та європейськими ботанічними садами. В 1846 — 1849 споруджено оранжерейний комплекс і розміщено в ньому колекції тропічних і субтропічних рослин. У колекціях ботанічного саду налічується близько 10 тисяч видів, форм і сортів різних рослин. В оранжерейному комплексі зібрано велику кількість тропічних і субтропічних рослин, найстарші й найвищі в колишньому Радянському Союзі екземпляри пальм, для яких 1977 року збудовано найвищий в світі 30-метровий кліматрон. Колекція кактусів та інших сукулентів налічує близько 2 тисяч видів і є найбільшою в колишньому Радянському Союзі. У відкритому ґрунті росте багато реліктових і ендемічних видів рослин з різних районів світу.
При ботанічному саду існує 8 наукових відділів, що проводять дослідження в галузі інтродукції й акліматизації рослин, займаються питаннями охорони, збагачення та раціонального використовування рослинних ресурсів тощо, є групи ландшафтної архітектури, захисту рослин від хвороб і шкідників, насіннєва лабораторія. В ботанічному саду в різні часи працювали такі відомі вчені, як Р. Е. Траутфеттер, О. С. Рогович, І. Ф. Шмальгаузен, О. В. Фомін, С. Г. Навашин, М. Г. Холодний, Д. К. Зеров та інші.

## Найвідоміші випускники

### Дійсні члени Німецької Академії Наук
Серед випускників кафедр, що зараз входять до складу «Інституту біології», семеро стали дійсними членами Німецької Академії Наук «Леопольдина», однієї з найбільш престижних наукових академій у світі:
- Шмальгаузен Іван Іванович (1960)[1]
- Добржанський Феодосій Григорович (1960)[2]
- Костюк Платон Григорович (1966)[3]
- Гіляров Меркурій Сергійович (1973)[4]
- Глеба Юрій Юрійович (1991)[5]
- Родніна Марина Володимирівна (2008)[6]
- Горб Станіслав Миколайович (2011)[7]

Причому це переважна більшість український вчених, що колись були удостоєні честі стати дійсними членами «Леопольдини», а останні троє — єдині нині живі українці у складі цієї академії.

## Наукові видання інституту
- Вісник Київського національного університету імені Тараса Шевченка. Серія Біологія
- Вісник Київського національного університету імені Тараса Шевченка. Серія Інтродукція та збереження рослинного різноманіття
- Вісник Київського національного університету імені Тараса Шевченка. Серія Проблеми регуляції фізіологічних функцій
- Журнал «Фізика живого»